# Medaille Bene Merentibus
De Medaille Bene Merentibus was een onderscheiding van het koninkrijk Saksen. De moderne en draagbare onderscheiding werd in 1808 ingesteld door koning Frederik August I van Saksen en bleef tot de val van de monarchie in 1918 bestaan.
De medaille werd, zoals de Latijnse naam die met "zeer verdienstelijk" vertaald kan worden zegt, uitgereikt voor verdienste, in dit geval met name wegens verdienste voor de wetenschap en kunst. Medailles met dit opschrift werden aan diverse hoven waaronder dat van Saksen al in de 18e eeuw als beloningsmedaille gebruikt. De teksten op de medaille zijn in het Latijn. Op de voorzijde staat rond de kop van de regerende vorst zijn gelatiniseerde naam en titel. Bij Frederik August III was dat "FREDERICVS AVGVSTVS D.G. REX SAXONIAE". Op de keerzijde staat binnen een los samengebonden lauwerkrans "BENE MERENTIBVS".
Er zijn tien verschillende medailles en afslagen bekend.  
- Medaille van koning Frederik August I van Saksen 1808 - 1827 
  - Grote Gouden Medaille (2250/1)
  - Grote Zilveren Medaille (2250/2
  - Kleine Gouden Medaille (2250/3)
- Medaille van 1852 van koning Frederik August II van Saksen
  - Kleine Gouden Medaille (2250/4)
- Medaille van koning Albert (1873 - 1902) geslagen in 1873
  - Grote Gouden Medaille (2251)
  - Kleine Gouden Medaille (2252)
- Medaille van koning Albert (1873 - 1899) geslagen in 1885
  - Grote Zilveren Medaille 2251/1)
- Medaille van koning George (1889 - 1902) geslagen in 1889
  - Kleine Gouden Medaille (2253)
- Medaille van koning George (1903 - 1904)
  - Kleine Gouden Medaille (2255)
- Medaille van Frederik August III (1905 - 1918)
  - Kleine Gouden Medaille (2257)

De grote gouden medaille van koning Albert heeft een diameter van 48 millimeter en weegt 55,84 gram. De stempelsnijder was L. Klemich. Deze medaille werd eenmaal uitgereikt. De waarde van het goud is en was aanzienlijk.  
De kleine gouden medaille van koning Albert heeft een diameter van 35 millimeter en weegt 28,65 gram. Deze medaille werd 32 maal uitgereikt

## De eerdere medaille Bene Merentibus
Het was in de 18e eeuw heel gebruikelijk om medailles uit te reiken voor verdienste. Dat gebeurde ook in situaties waar men een onderscheiding met een ridderorde zou hebben verwacht maar men achtte niet iedereen waardig een ridderorde, met de daarbij behorende adeldom, te ontvangen. Wie met zijn handen werkte kon niet in een ridderorde worden opgenomen. Als koningen van Polen lieten de Saksische heersers al sinds 1738 medailles met het opschrift slaan. Op de voorzijde stond het portret van koning-keurvorst August III van Polen met het rondschrift AVGVSTVS III DG REX POLONIARUM.  Op de keerzijde was de op een credenstafel liggende keten van de Orde van de Witte Adelaar afgebeeld. Het omschrift luidde "DE REGE ET REPVBLICA BENE MERENTIBVS" en  "3 AUG MDCCXLVIII".